# Steve Winwood
Steve Winwood (* 12. května 1948 Birmingham, Anglie), vlastním jménem Stephen Lawrence Winwood, je britský skladatel a multiinstrumentalista. Byl členem skupin The Spencer Davis Group, Traffic, Blind Faith a Go. Spolupracoval také s řadou jiných hudebníků, včetně Davida Gilmoura, Erica Claptona, Jimiho Hendrixe a Joe Cockera. Vydal rovněž několik sólových alb.

## Dětství
Narodil se v Handsworthu, předměstí britského města Birmingham. Nejprve se zajímal o swing a dixieland. Jako dítě začal hrát na bicí, kytaru a klavír. Ve svých osmi letech hrál poprvé se svým otcem a starším bratrem Muffem ve skupině Ron Atkinson Band.

## Sólová diskografie
- Steve Winwood (1977)
- Arc of a Diver (1980)
- Talking Back to the Night (1982)
- Back in the High Life (1986)
- Roll with It (1988)
- Refugees of the Heart (1990)
- Junction Seven (1997)
- About Time (2003)
- Nine Lives (2008)